# La nostra relazione/...E poi mi parli di una vita insieme
La nostra relazione/...e poi mi parli di una vita insieme è un singolo del cantautore italiano Vasco Rossi, pubblicato il 10 maggio 1978.

## Tracce
Testi e musiche di Vasco Rossi.
1. La nostra relazione – 3:02
2. ...e poi mi parli di una vita insieme – 4:29

## Il disco
Questo singolo esce come traino del disco ...Ma cosa vuoi che sia una canzone..., pubblicato quindici giorni dopo, il 25 maggio 1978, il primo album del cantante.

## I brani

### La nostra relazione
Rossi, nel descrivere questa canzone, fa notare come, pur avendolo scritto molto tempo fa, essa è ancora molto attuale, in quanto racconta perfettamente le difficoltà di una coppia.
La canzone è stata ripresa con un diverso arrangiamento durante lo Stupido Hotel Tour del 2001 e in London Instant Live del 2010.

### ...e poi mi parli di una vita insieme
Anche questa è una canzone d'amore, introdotta da un giro di basso di Giovanni Oleandri.
La canzone non è mai stata eseguita dal vivo da Vasco Rossi.

## I musicisti
- Gaetano Curreri: tastiere e arrangiamenti
- Gilberto Rossi: batteria e percussioni
- Giovanni Oleandri: basso elettrico
- Enzo Troiano: chitarra elettrica
- Iskra: cori
- Ricky Portera: cori
- Paolo Giacomoni: violino elettrico
- Dino Melotti: sax, flauto
- Lauro Minzoni: flauto e percussioni